# Vương Chí Cương
Vương Chí Cương (tiếng Trung giản thể: 王志刚; bính âm Hán ngữ: Wáng Zhì Gāng; sinh ngày 10 tháng 10 năm 1957, người Hán) là chuyên gia quản trị khoa học và điện tử học, chính trị gia nước Cộng hòa Nhân dân Trung Hoa. Ông hiện là Ủy viên Ủy ban Trung ương Đảng Cộng sản Trung Quốc khóa XIX, Bí thư Đảng tổ, Bộ trưởng Bộ Khoa học và Công nghệ Trung Quốc. Ông là Ủy viên Ủy ban Trung ương Đảng khóa XVIII, Ủy viên Ủy ban Kiểm tra Kỷ luật Trung ương Đảng khóa XVI, XVII; nguyên là Phó Bí thư Đảng tổ, Phó Bộ trưởng Bộ Khoa học và Công nghệ; Bí thư Đảng ủy, Tổng Giám đốc Tập đoàn Công nghệ điện tử Trung Quốc.
Vương Chí Cương là Đảng viên Đảng Cộng sản Trung Quốc, học vị Cử nhân Lý thuyết thông tin, Tiến sĩ Quản trị học, học hàm Nhà nghiên cứu cao cấp công trình sư. Ông có sự nghiệp nghiên cứu, quản lý và lãnh đạo thời gian dài trong lĩnh vực công nghệ, điện tử học của Trung Quốc.

## Xuất thân và giáo dục
Vương Chí Cương sinh ngày 10 tháng 10 năm 1957 tại huyện Hoài Viễn, địa cấp thị Bạng Phụ, tỉnh An Huy, Cộng hòa Nhân dân Trung Hoa. Ông lớn lên và tốt nghiệp phổ thông ở Hoài Viễn trong thời kỳ Đại Cách mạng Văn hóa vô sản. Tháng 10 năm 1978, ông tới thủ phủ Tây An, tỉnh Thiểm Tây, theo học Học viện Kỹ thuật viễn thông Tây Bắc (西北电讯工程学院, nay là Đại học Kỹ thuật điện tử Tây An), Khoa thứ nhất, tốt nghiệp Cử nhân chuyên ngành Lý thuyết thông tin vào tháng 7 năm 1982. Sau đó, ông tham gia các khóa học cao học, nghiên cứu sinh tại Học viện Quản lý kinh tế, Đại học Thanh Hoa, tại các khoa là Khoa Khoa học quản lý và Kỹ thuật, trở thành Tiến sĩ Quản trị học. Trong quá trình nghiên cứu, ông đạt chức danh Nhà nghiên cứu cao cấp công trình sư (研究员级高级工程师), tương đương học hàm giáo sư, được nhận trợ cấp khoa học từ Quốc vụ viện. Tháng 12 năm 1986, ông được kết nạp Đảng Cộng sản Trung Quốc.

## Sự nghiệp

### Các giai đoạn
Tháng 1 năm 1976, Vương Chí Cương bắt đầu sự nghiệp của mình khi còn là thanh niên tốt nghiệp phổ thông, là thành viên trong Ban thanh niên giáo dục của Hội xã Thường Sơn, Trừ Châu, An Huy theo dạng phân công thanh niên thời kỳ Cách mạng Văn hóa Trung Quốc. Năm 1978, khi Đặng Tiểu Bình trở thành nhà lãnh đạo, cải cách và tái thiết lại thanh niên Trung Quốc, ông được cử đi học đại học rồi tốt nghiệp năm 1982, được nhận vào làm việc ở Bộ Công nghiệp điện tử Trung Quốc. Ban đầu ông là chuyên viên của Viện nghiên cứu số 28 (第二十八研究所工作) của bộ, sau đó lần lượt là Phó Chủ nhiệm, Phó Tổng công trình sư, Phó Sở trưởng ba sở là sở I, sở II, sở III của Viện số 28, đồng thời là Ủy viên Đảng ủy Viện. Tháng 10 năm 1996, ông được điều sang doanh nghiệp nhà nước, làm Ủy viên Đảng ủy, nhậm chức Tổng Giám đốc Tổng Công ty Phần mềm máy tính và Dịch vụ kỹ thuật Trung Quốc (中国计算机软件与技术服务总公司, tức CS&S).
Tháng 1 năm 1999, Vương Chí Cương được điều lên Bộ Công nghiệp thông tin (nay là Bộ Công nghiệp và Công nghệ thông tin Trung Quốc), nhậm chức Viện trưởng Viện nghiên cứu Khoa học điện tử của bộ. Giai đoạn này, ông cũng là Ủy viên Đảng ủy, thành viên tổ trù bị của Tập đoàn Công nghiệp điện tử Trung Quốc. Tháng 1 năm 2002, ông được bổ nhiệm làm Phó Tổng Giám đốc Tập đoàn Công nghệ điện tử và trở thành Bí thư Đảng ủy, Tổng Giám đốc từ tháng 9 năm 2003. Ông cũng kiêm nhiệm là Viện trưởng Viện nghiên cứu Khoa học điện tử Trung Quốc từ 2003 cho đến 2009. Trong thời kỳ này, ông là đại biểu tại Đại hội đại biểu Toàn quốc Đảng Cộng sản Trung Quốc lần thứ 16 năm 2002, lần thứ 17 năm 2007 và được bầu làm Ủy viên Ủy ban Kiểm tra Kỷ luật Trung ương Đảng Cộng sản Trung Quốc khóa XVI, XVII.

### Bộ Khoa học và Công nghệ

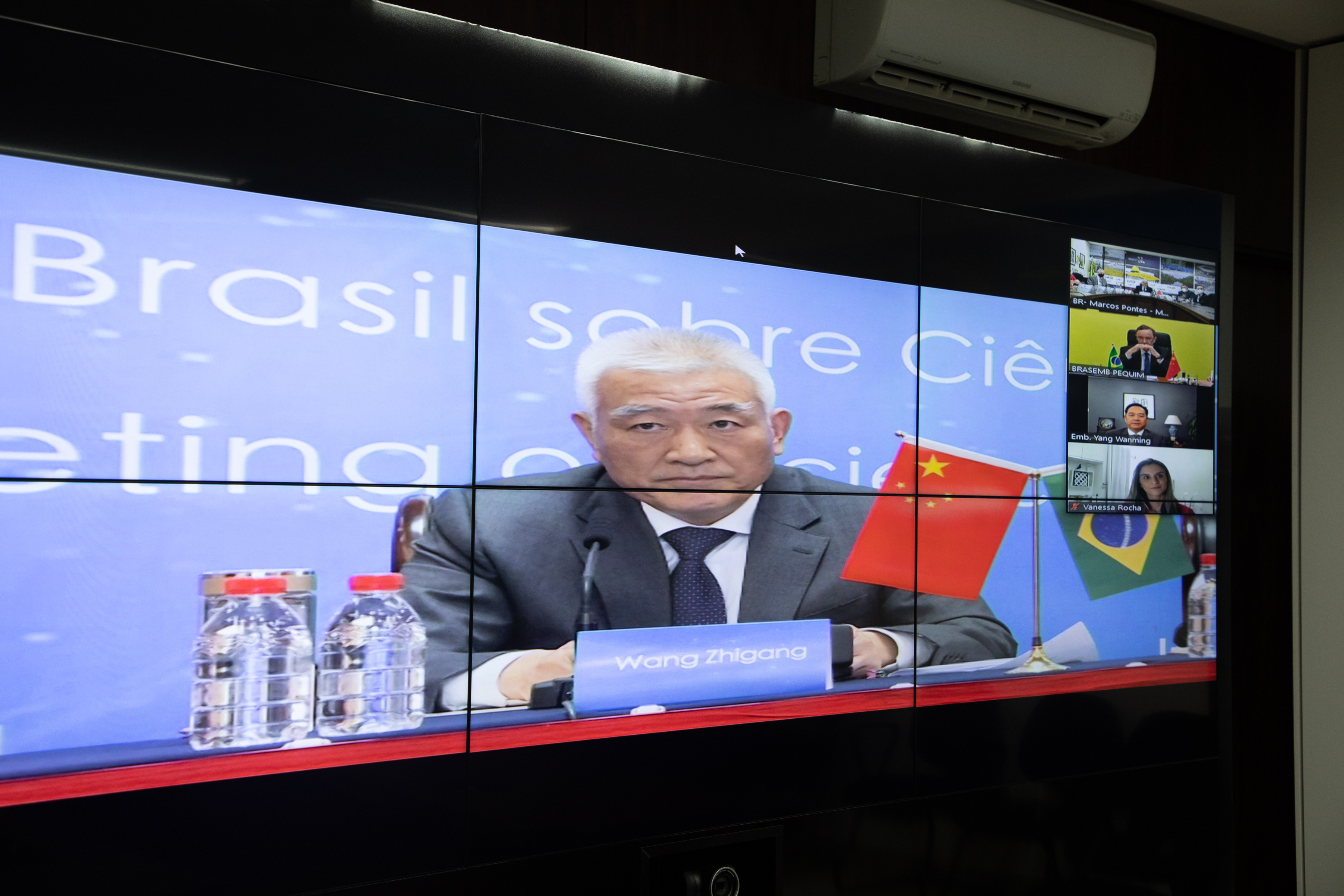
Vương Chí Cương hội đàm với Bộ trưởng Bộ Khoa học, Công nghệ và Đổi mới Brasil Marcos Pontes, 2021.

Tháng 1 năm 2011, Bộ Tổ chức, Ban Bí thư điều động Vương Chí Cương nhậm chức Phó Bí thư Đảng tổ Bộ Khoa học và Công nghệ Trung Quốc, sau đó, Tổng lý Quốc vụ viện Ôn Gia Bảo bổ nhiệm ông làm Phó Bộ trưởng Bộ Khoa học và Công nghệ. Tháng 7 năm 2012, ông giữ chức vụ Bí thư Đảng tổ của bộ. Tháng 11 năm 2012, tại Đại hội Đảng Cộng sản Trung Quốc khóa XVIII, ông được bầu làm Ủy viên Ủy ban Trung ương Đảng Cộng sản Trung Quốc khóa XVIII nhiệm kỳ 2012 – 2017. Trong nhiệm kỳ này, ông là Phó Bộ trưởng, Bí thư Đảng tổ, phối hợp với Bộ trưởng Vạn Cương, Đảng viên Đảng trí công Trung Quốc, vị bộ trưởng đầu tiên của Quốc vụ viện không phải là Đảng viên Đảng Cộng sản Trung Quốc, lãnh đạo Bộ Khoa học và Công nghệ. Tháng 10 năm 2017, ông tham gia đại hội đại biểu toàn quốc, được bầu làm Ủy viên Ủy ban Trung ương Đảng Cộng sản Trung Quốc khóa XIX tại Đại hội Đảng Cộng sản Trung Quốc lần thứ 19. Ngày 19 tháng 3 năm 2018, tại kỳ họp thứ nhất của Đại hội Đại biểu Nhân dân toàn quốc khóa XIII, dưới sự đề nghị của Tổng lý Lý Khắc Cường, Vương Chí Cương được phê chuẩn bổ nhiệm làm Bộ trưởng Bộ Khoa học và Công nghệ Trung Quốc.